# Bélial

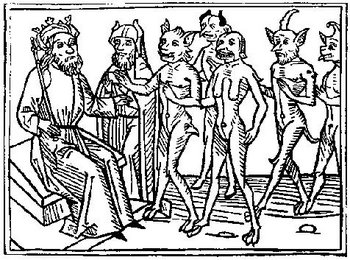
Gravure représentant Belial et certains de ses serviteurs. Extrait du livre de Jacobus de Teramo Buche Belial (1473).

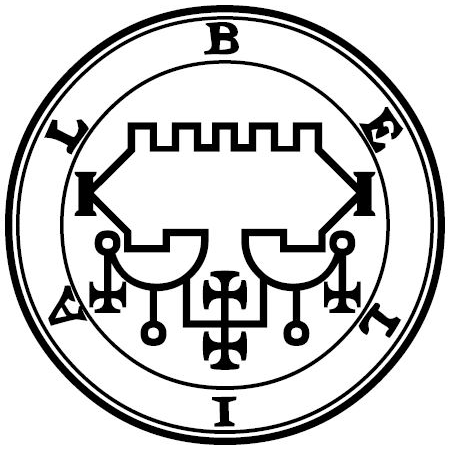
Le sceau de Bélial selon Mathers.

Bélial ou Béliar est un terme qui apparaît dans la Bible hébraïque. Il en vient à personnifier le Mal dans la tradition juive et chrétienne de l'Antiquité. Il figure parmi les démons dans les croyances occultes.

## Bible hébraïque
Le terme « bélial » vient de l'hébreu בְלִיַּעַל (bĕliyyaʿal). Il figure 27 fois dans la Bible. Cet adjectif est lui-même composé de deux termes : bĕli (בְּלִי « sans ») et yaʿal (יָעַל « valeur »). Ce qualificatif péjoratif désigne des personnes à la vie dissolue, des gens qui portent de faux témoignages. Dans la Bible, il est souvent utilisé dans une forme composée telle que fils de belial ou homme de belial. Il est souvent traduit par vaurien,,.

## Littérature de la période du Second Temple
« Bélial » devient une personnification du Mal dans la littérature juive de la période du Second Temple. Dans ces textes, il apparaît souvent sous la forme Beliar.
Les Testaments des douze patriarches, écrit apocryphe compilant des textes écrit sur une période s'étalant du IIe siècle av. J.-C. au Ier siècle de notre ère, présente Bélial non pas comme un démon mais comme l'opposant de Dieu,.
Bélial joue un rôle important dans les manuscrits de Qumrân. Il est présent dans la Règle de la Guerre, les Hodayot et les Berakhot. Ces textes décrivent le combat mythique de la fin des temps entre les puissances de la lumière et celles des ténèbres. Ces puissances sont représentées sur terre par le combat entre le maître de justice et le prêtre du mensonge, et dans les cieux par le combat entre les archanges Michel et Belial. Les derniers temps sont décrits comme ceux du pouvoir de Belial. Mais finalement, le bien remportera la victoire et Belial sera vaincu.
Dans l'œuvre apocalyptique l'Ascension d'Isaïe, qui contient un mélange d'éléments juifs et proto-chrétiens, les personnages de Beliar et Samaël sont des démons. Ce qui est qualifié de « Samael » dans un passage est indiqué dans un autre sur « Beliar ». Ce passage date de la période des Amoraïm, avant la généralisation du nom de Satan dans le judaïsme. Il est mentionné qu'il eut un fils nommé Arvor, devenu roi du royaume du Nord des Enfers.

## Christianisme
Bélial est aussi mentionné dans l'ouvrage apocryphe Questions de Barthélémy (en) dans lequel il personnifie Satan.

## Occultisme
L'image du démon Bélial telle qu'elle existe aujourd'hui est issue de deux grimoires de sorcellerie écrits à la Renaissance : la Pseudomonarchia Dæmonum et le Lemegeton. Ces livres mentionnent Bélial en 23e et 68e positions de leurs listes de démons respectives. Il est représenté sous la forme d'un ange dans un chariot de feu. Il est précisé qu'il s'exprime avec une voix agréable,.
Il est affirmé que Bélial fut adoré par les Sidoniens et qu'un culte lui fut rendu à Sodome. Ses fidèles n'osaient pas lui bâtir d'autels ou de temples de peur de déclencher sa colère. Bien que d'apparence séduisante et d'un maintien plein de dignité, Bélial serait l'esprit le plus dissolu, crapuleux et épris du vice que l'enfer ait jamais connu.
Bélial est l'un des rois de l'enfer, créé immédiatement après Lucifer selon le Dictionnaire infernal de Collin de Plancy. Il aurait été l'un des tout premiers à chuter après avoir entraîné la plupart des anges dans la révolte. 

Si on ne lui fait pas d'offrandes ou qu'on ne l'adjure pas au nom de Dieu, Bélial répond aux questions par des mensonges. Ses pouvoirs sont de procurer les dignités, les faveurs, de faire vivre les amis en bonne intelligence et de fournir d'habiles serviteurs à ceux qui le lui demandent. Bélial vient toujours au secours de ceux qui se soumettent à lui. Il commande 80 légions infernales connues sous les noms d'ordre des vertus et ordre des anges. Ces dernières totaliseraient 522 000 démons.
La légende raconte que Salomon aurait enfermé Bélial et tous ses serviteurs dans une bouteille qu'il aurait ensuite cachée au fond d'un grand puits refermé avec une pierre. Les Babyloniens, pensant y trouver un trésor, brisèrent la bouteille laissant ainsi échapper Bélial et ses serviteurs. Ayant peur d’être repris, le démon se serait caché dans une idole babylonienne vide et aurait rendu des oracles. À la suite de cet événement, les Babyloniens se mettront à l'adorer.
Ce démon souvent envoyé par des sortilèges afin de causer la mort des victimes par maléfice peut être déjoué par les rituels à base de sel conjuré (Jean Vernot, Mémoire des démons, 1877). Le minéral devient alors semblable à des cristaux d'ébène très chargés. Il convient toujours de procéder aux rites d'enchaînement et d'effectuer le renvoi lors de la dernière marée du vendredi.